# Johan van der Does (1694-1749)

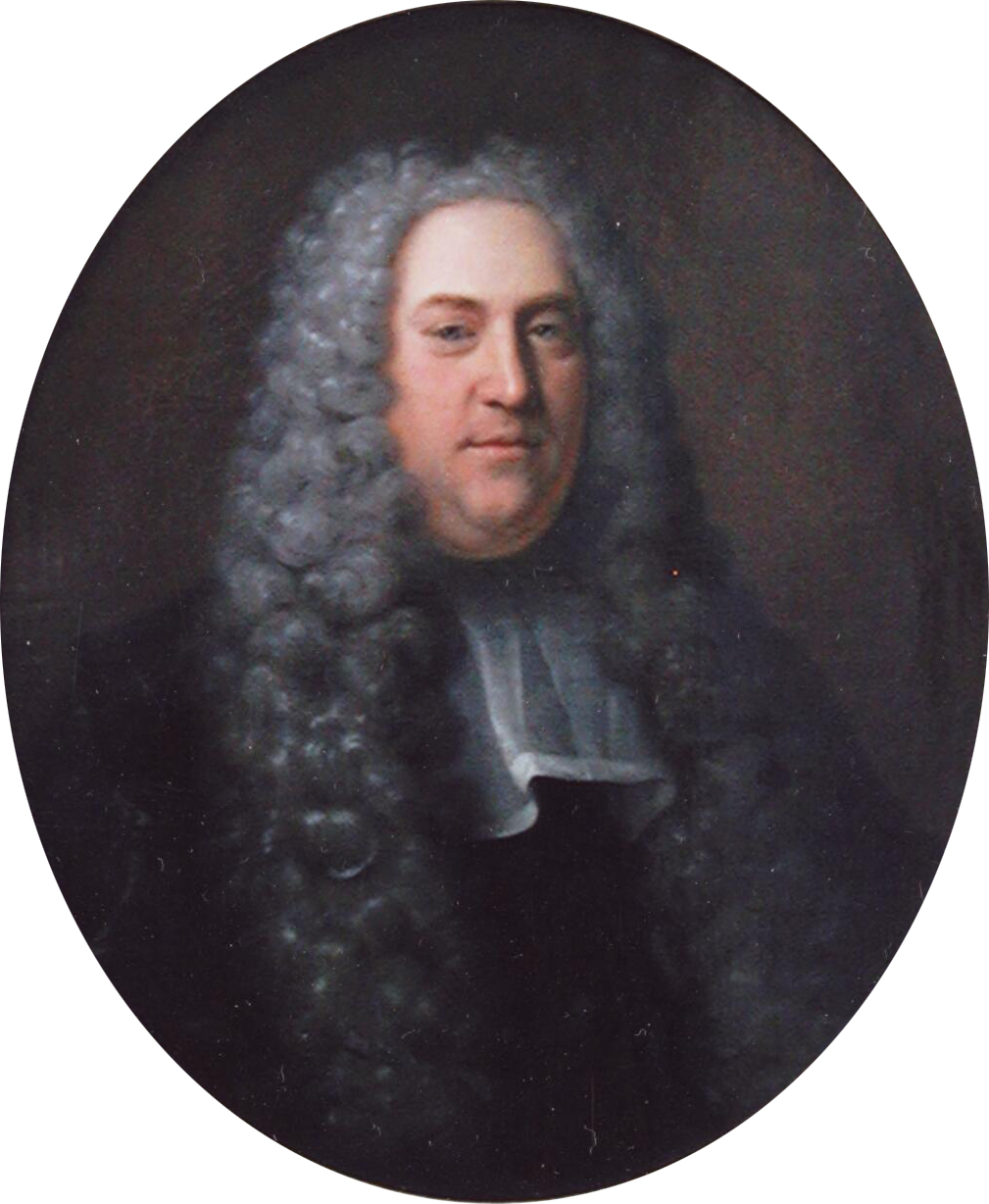
Mr. Johan van der Does (1694-1749)

Johan van der Does (Gouda, 12 september 1694 – 1 december 1749), lid van het patriciërsgeslacht van der Does, was raadsheer bij de Hoge Raad en thesaurier-generaal (te vergelijken met een minister van Financiën) van de Republiek der Verenigde Nederlanden.
Mr. Johan van der Does, jongste zoon van de Goudse burgemeester mr. Johan van der Does en Elisabeth van der Dussen, studeerde rechten. Een bestuurlijk carrière was voor hem in zijn geboortestad niet weggelegd, omdat zijn oudere broer Adriaan al lid van de vroedschap was. Johan van der Does vestigde zich in aan de Herengracht in Den Haag en werd in 1726 raadsheer in de Hoge Raad van Holland, Zeeland en West-Friesland. In 1746 werd hij benoemd tot thesaurier-generaal van de Republiek, een functie die hij tot zijn overlijden in 1749 zou vervullen.

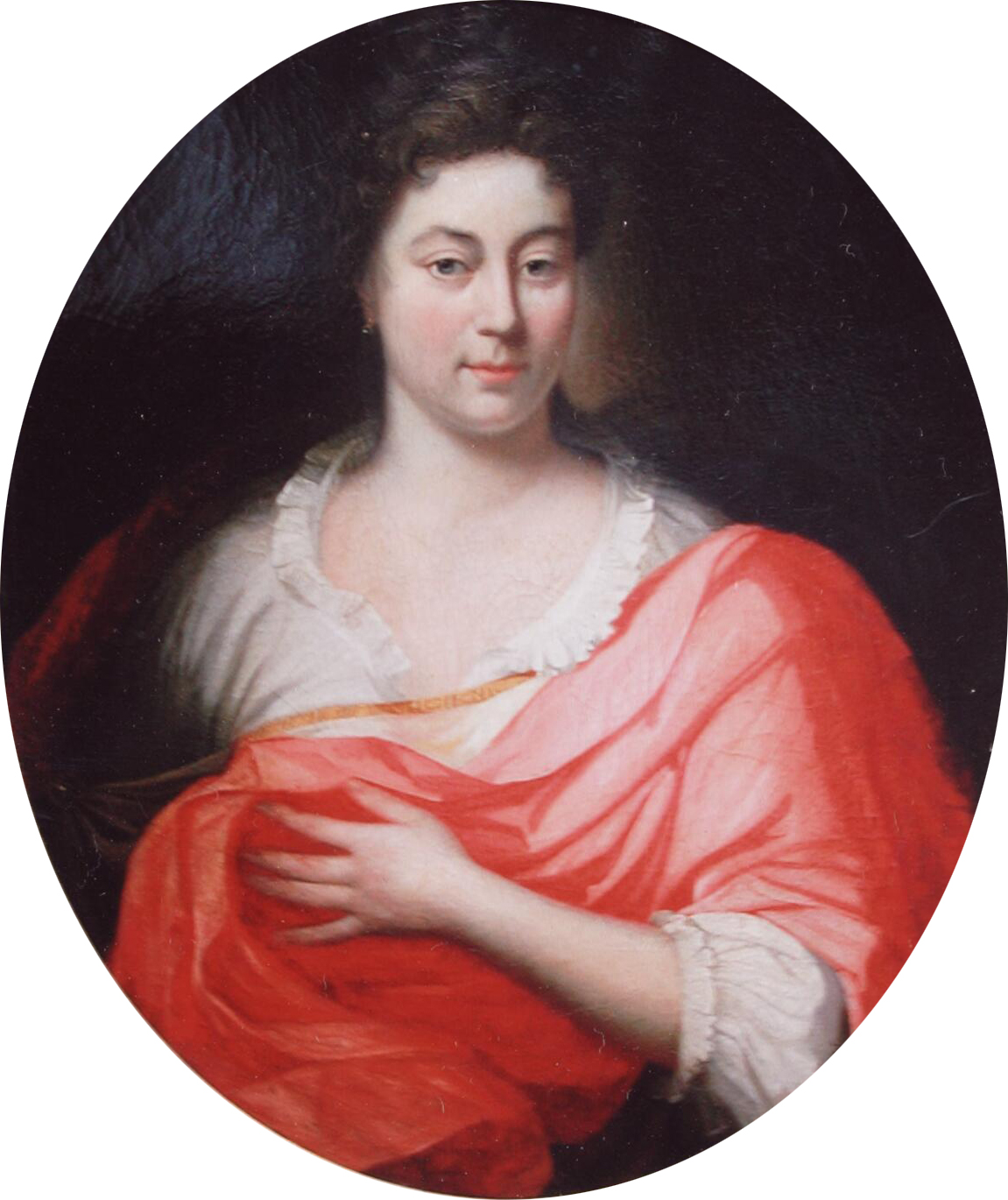
Cornelia van der Heim (1688-1765)

Johan van der Does trouwde op 4 december 1726 te Schiedam met Cornelia van der Heim, dochter van de burgemeester van Schiedam Adam van der Heim en Anna van Bockholt. Voor hun huwelijk schreef hij het volgende vers over zijn aanstaande echtgenote:

O proefstuk van natuur! Wat al bekoorlijkheeden verthoonen zig om strijd aan uw volschoone leeden.
Elk die u aensiet wordt van min in 't hart gewond, en wenst maar om een kus van uwe frisschen mond,
u blanken boezem nooit van veinzerij bekroopen, staat voor geen dertele maar kuische ogen open.
De trouw en vriendelijkheid straalt van u aangezigt. Gij voert het leeven en de zon in u gezigt.

Na veel en langdurig aandringen gaf zij hem uiteindelijk - na een periode van meer dan zeven jaar - haar jawoord.